# Kenny Clarke
Kenny Clarke (Liaquat Ali Salaam) (9. januar 1914 i Pittsburgh, Pennsylvania – 26. januar 1985 i Paris, Frankrig) var en amerikansk jazztrommeslager.
Kenny Clarke var en faderskikkelse i det moderne jazztrommespil. Han var i 1930'erne med i forskellige swingbands, men fra 1940-41 blev han en central skikkelse som huskapelmester på "Minton's Playhouse", hvor han sammen med bl.a. Thelonious Monk lagde grunden til bebop.
Efter militærtjenesten spillede han med Dizzy Gillespies epokegørende bigband. 
I 1956 bosatte han sig i Paris, hvor han arbejdede med egne grupper og akkompagnerede gæstesolister. Fra 1961 til 1972 ledede han et internationalt bigband sammen med den belgiske pianist og arrangør Francis Boland.